# Jagged Alliance
Jagged Alliance là một game nhập vai chiến thuật được phát hành vào năm 1994 cho MS-DOS và trong năm 2009 cho Nintendo DS. Đây là game đầu tiên trong series Jagged Alliance, và tiếp theo là Jagged Alliance: Deadly Games (1995) và Jagged Alliance 2 (1999).